# Александрово-Гайський район
Александрово-Гайський район рос. Александрово-Гайский район — муніципальне утворення у Саратовській області. Адміністративний центр району — село Александров Гай. Населення району — 16 219 осіб.

## Географія
Район розташований у зоні напівпустель на крайньому південному сході Саратовської області. На півночі район межує з Новоузенським районом, на півдні та південному сході з Казталовським районом Західно-Казахстанської області Казахстану. Протяжність кордону району 254 км, з них 165 км — державний кордон. Протяжність території району з півночі на південь — 74 км, а зі сходу на захід — 48 км. Територія району — 2,7 тис. км².
Це маловодна, посушлива територія, джерела у більшості випадків сильно мінералізовані, тому гостро стоїть проблема з питною водою. Населені пункти переважно розміщені біля долин річок Великий та Малий Узень, численним природним лиманам. Плоска поверхня без деревної рослинності дає хороший огляд, але позбавлена зорових орієнтирів.

## Історія
Район утворений у січні 1935 року в результаті розукрупнення Новоузенського району у складі Саратовського краю (з 1936 року — в Саратовській області).
З 1960 по 1973 роки Олександрово-Гайський район був ліквідований, його територія входила до складу Новоузенського району.
13 квітня 1973 року Олександрово-Гайський район був відновлений.

## Адміністративний поділ
1. Олександрово-Гайське сільське поселення — село Олександрів Гай (адмін. центр), хутір Береговий, селище Васильки.
2. Варфоломіївське сільське поселення — село Варфоломіївка (адмін. центр); хутори: Ветелки, Воропаєв, Глибокий, Запрудний, Кокбіє, Копилов, Кривий, Крутенький, Крутий, Кулацький, Прудовий, Соловки, Сисоєв, Урусов.
3. Іскрівське сільське поселення — село Канавка (адмін. центр), хутори: Бабошкін, Бурдин, Дорощування, Жданов, Копанистий, Кругляков, Кушуков, Ляляєв, Монахов, Морозов, Утіний, селище Поливне.
4. Камишковське сільське поселення — село Камишки (адмін. центр), хутори: Бірюков, Новосілля, Старухін.
5. Новоолександрівське сільське поселення — село Новоолександрівка (адмін. центр), хутори: Байгужа та Привільний.
6. Новостепновське сільське поселення — село Луків Кордон (адмін. центр), хутори: Лиманний, Новостепний, Яшин.
7. Приузенське сільське поселення — селище Приузенське (адмін. центр), селища: Ахматове та Передове, хутори: Ближній, Дальний, Жерпатер, Журавлиха, Кошара, Крючков, Липин, Мезин, Моховий, Новостройка, Новий Побут, Розлой та Суходіл.

## Транспорт
Протяжність автодоріг загального користування з твердим покриттям — 119,2 км Залізнична станція в селі Олександрів Гай.